# جورج بانجز
جورج بانجز (بالإنجليزية: George Bangs)‏ هو مهندس أمريكي، ولد في 28 فبراير 1826، وتوفي في 21 نوفمبر 1877.